# Thaibyxor

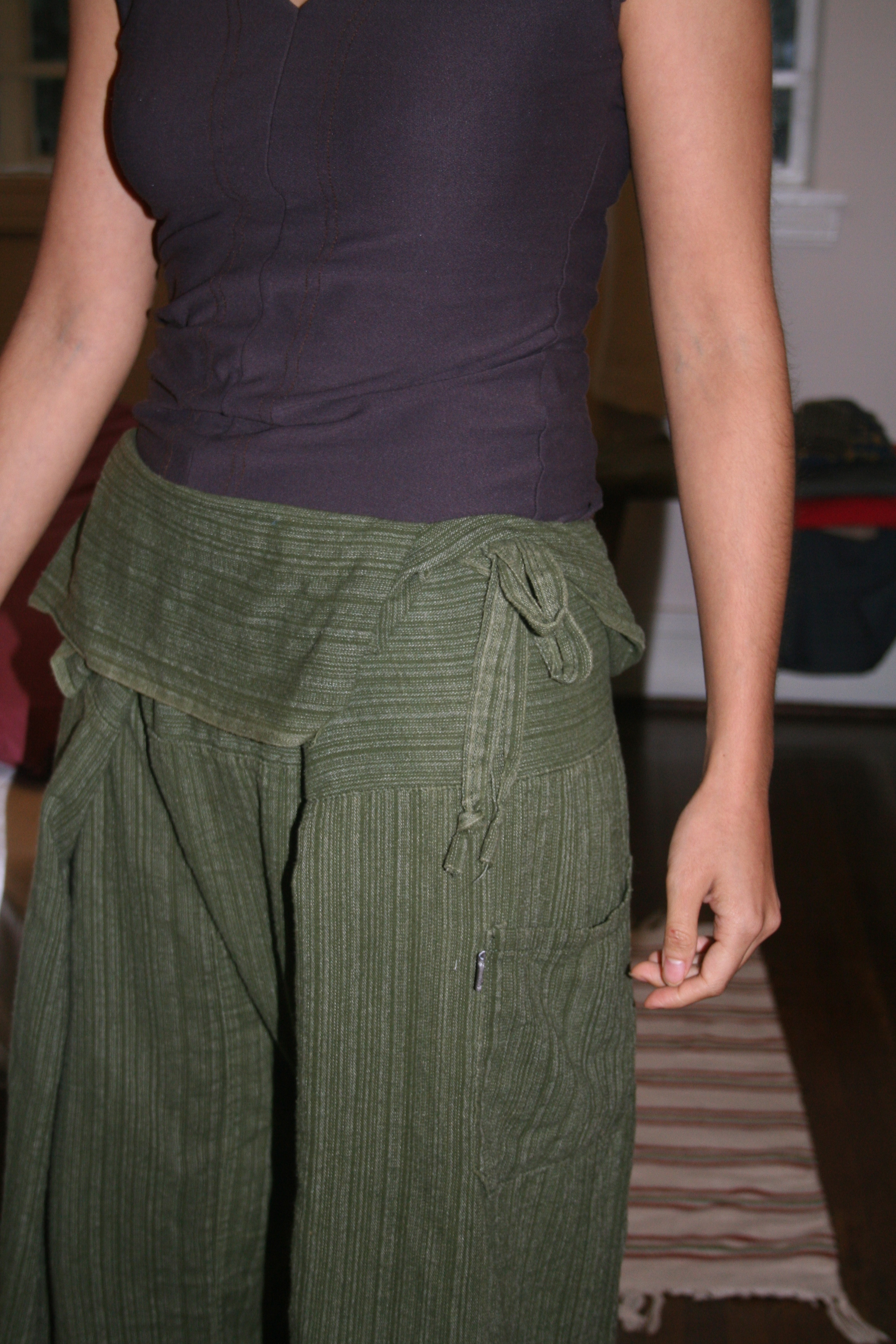

Thaibyxor eller thaifiskarbyxor är en typ av byxor som ursprungligen används av thailändska fiskare, och som numera även blivit en modebyxa i västvärlden. Byxorna är mycket vida och hålls ihop av ett knytband i midjan. De tillverkas vanligen i bomull eller rayon.